# Yvonne Printemps
Yvonne Wigniolle, dite Yvonne Printemps, est une soprano lyrique et actrice dramatique française, née à Ermont (Seine-et-Oise) le 25 juillet 1894 et morte le 18 janvier 1977 à Neuilly-sur-Seine.
Sa carrière a commencé avant la première guerre mondiale et l’essentiel de celle-ci s’est déroulé dans l'entre-deux-guerres.

## Biographie

### Enfance
Yvonne Wigniolle est la fille de Léon-Alfred Wigniolle, né à Valenciennes (1856-1931), et de Palmyre Vignolle, née au Cateau-Cambrésis (1859-1945).
Son père est caissier et délaisse le foyer familial pour courir les jolies filles et « faire la noce ». Sa mère l'élève ainsi que ses deux frères, Léon et Lucien, et sa sœur, Lucienne, en faisant de la couture à domicile. Léon est l’aîné, suivi de Lucienne et Lucien et enfin de la petite Yvonne, née au hasard d'un retour de flamme de son père. Sa mère aime toujours son père qui ne sait rester en famille et n'a de cesse de les quitter. Yvonne n'a que 4 ans lorsque leur mère dit à leur père de s'en aller définitivement. La vie n'est pas facile pour Palmyre, la mère. Il manque souvent le nécessaire et quand les aînés s'en vont, Palmyre s'occupe d'Yvonne.

### Carrière professionnelle

#### Débuts au music-hall
Remarquée par Marie Marville, l'épouse de  P.-L. Flers, chansonnier et ancien directeur du Moulin Rouge, à l'âge de 10 ans, dans une pièce de théâtre amateur à Ermont,,.  À 14 ans, elle apparaît à la Cigale dans une revue au titre évocateur, Nue Cocotte, y campant un Petit Chaperon rouge assez déluré. Yvonne commence à 15 ans au music-hall des Folies Bergère remplaçant au pied levé une vedette, on la surnomma « Mademoiselle Printemps » , (qualifiant sa mère au passage de « Madame Hiver »). Elle bénéficie d’un engagement de quatre années.
À 18 ans, en 1912, elle fait partie de la distribution de Ah ! les beaux nichons avec Maurice Chevalier. Son intelligence, son charme, sa beauté et sa voix exceptionnelle la font remarquer d'André Messager, de Sacha Guitry et d'Albert Willemetz, qui écrivent pour elle des comédies musicales, des pièces de théâtre et sept revues. En 1916, Sacha Guitry la fait débuter aux Bouffes-Parisiens dans sa comédie Jean de la Fontaine. Elle y interprète le rôle de sa maîtresse. Ne connaissant absolument pas la musique, elle chante « naturellement », se bornant à améliorer certains aspects de sa voix auprès de Mme Paravicini.

#### Diva de l'opérette
Francis Poulenc dira d'elle qu'elle a élevé l'opérette « à un niveau que personne d'autre n'avait atteint ». Il souligne aussi l'importance du legato dans sa voix. Elle enregistrera sa mélodie Les Chemins de l'Amour.
On connaissait le mauvais caractère de cet archétype de la diva, ses frasques, ses bijoux (parmi les plus beaux de l'époque ; beaucoup étant des cadeaux de Sacha Guitry), ses chapeaux, ses petits chiens et ses toilettes qui alimentèrent la chronique. « Je ne suis pas ce que l'on pense… » lui fera chanter Albert Willemetz dans Trois Valses.
Entourée d'un très grand nombre d'amants, Yvonne Printemps vécut jusqu'à la fin avec Pierre Fresnay, qui souffrait sans broncher des sarcasmes et des rebuffades qu'elle lui infligeait, lui qui n'était pas non plus un modèle de fidélité.
Yvonne Printemps meurt à son domicile du 8 bis rue Saint-James à Neuilly-sur-Seine en 1977 des suites d'une fracture du col du fémur. Elle est enterrée aux côtés de Pierre Fresnay au cimetière ancien de Neuilly-sur-Seine.

### Vie personnelle

#### Idylle avec Georges Guynemer
Pendant la Première Guerre mondiale, entre mars et avril 1916, Yvonne Printemps aurait rendu visite à Georges Guynemer, alors convalescent d'une blessure, à l'hôpital militaire de l'hôtel Astoria, à Paris.
Après une soirée au théâtre, début 1917, elle tombe sous le charme de l'« as des as ». Leur idylle courte et intense, dont l'existence est parfois contestée et la durée, imprécise, aurait été de dix mois. Il est alors sous-lieutenant ; elle est au début de sa gloire.
Leur amour se défait bien vite. Yvonne est activement courtisée, notamment par Sacha Guitry, dont elle est peut-être déjà la maîtresse en 1917. Guynemer se console en travaillant aux plans de son avion, mais également auprès de Jane Renouardt, autre comédienne et ancienne maîtresse de son ami Maurice Lartigue.
Guynemer et Printemps resteront cependant liés jusqu'à la mort du capitaine-aviateur, qui survient assez vite, le 11 septembre 1917.
Le souvenir de Guynemer chez Yvonne Printemps aurait causé une algarade entre Sacha Guitry et Jean Navarre, en 1918,.

#### Mariage avec Sacha Guitry

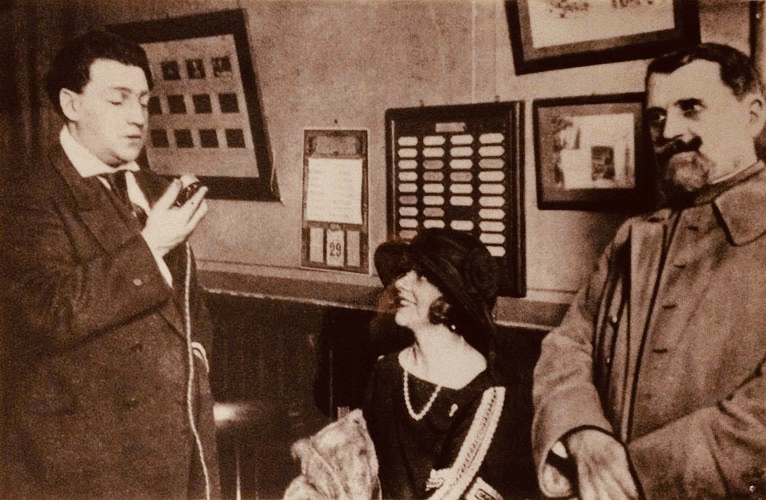
Sacha Guitry, Yvonne Printemps et le général Gustave Ferrié en 1922.

Dès 1916, Sacha Guitry, alors marié à Charlotte Lysès, courtise Yvonne Printemps, qu'il fait jouer pour la première fois dans la revue Il faut l'avoir, écrite avec Albert Willemetz. Elle épouse Guitry le 10 avril 1919 à la mairie du 16e arrondissement de Paris. Les témoins de la mariée sont Sarah Bernhardt et Georges Feydeau et ceux du marié Tristan Bernard et Lucien Guitry, son père. Brouillés depuis longtemps, le fils et le père se sont réconciliés, Lucien Guitry allant même jusqu'à accompagner les jeunes époux sur le quai de la gare pour un voyage vers la Côte d'Azur. La collaboration entre Yvonne et Sacha, très fructueuse artistiquement en France, en Angleterre et aux États-Unis, va satisfaire leurs deux passions et durer douze ans. En 1926, de passage à Londres, Yvonne provoque l'admiration du public pour son interprétation de Mozart de Sacha Guitry et Reynaldo Hahn. En 1927, Sacha et Yvonne partent en tournée à New York, Toronto, et Montréal et Yvonne parlera plus tard de sa « merveilleuse aventure américaine ».
En 1931, Guitry la fait jouer dans Franz Hals auprès de Pierre Fresnay. Les deux comédiens tombent fortement amoureux et vont dès lors former un couple tumultueux, mais inséparable. Le coûteux et bruyant divorce d'avec Sacha Guitry fait les beaux jours des prétoires ainsi que des journaux à scandales.

#### Pierre Fresnay
En 1934, Yvonne Printemps et Pierre Fresnay, encore marié, qu'elle n'épousera jamais, entament, en nouveau couple d'artistes, une tournée en Angleterre et aux États-Unis avec Conversation Piece, de Noël Coward (dans lequel elle chante en anglais phonétiquement), qui reste à l'affiche douze semaines à Broadway et O Mistress Mine de Cole Porter. Ils jouent ensemble dans huit films dont : La Dame aux camélias de Fernand Rivers et Abel Gance, Trois Valses (musique de Johann Strauss père et fils et d'Oscar Straus, livret de Léopold Marchand et Albert Willemetz d’après Knepler et Robinson), qui eut un succès considérable au théâtre et au cinéma en 1938,, la Valse de Paris de Marcel Achard en 1949 et Le voyage en Amérique. Yvonne Printemps poursuit sa carrière de chanteuse jusqu'à la fin des années 1950.  Elle prend la direction du théâtre de la Michodière avec Pierre Fresnay où elle fait sa dernière apparition sur scène dans Hyménée, avec un rôle d'infirme bien éloigné de ceux qui avaient fait sa gloire. Ils lancent tous deux de nouveaux auteurs : Jean Anouilh et André Roussin entre autres. En 1950, ils s’associent à François Périer à qui ils confient la direction artistique du théâtre jusqu’en 1967. En 1975, Pierre Fresnay disparaît, deux ans plus tard Yvonne abandonne la direction du théâtre.

## Distinctions
- Chevalière de la Légion d'honneur (décret du 24 mars 1949). Elle est fait chevalier en juin 1949 par Albert Willemetz.

## Hommage et postérité
En 1994, La Poste française édite un timbre à son effigie.
Le couple mythique que formèrent Sacha Guitry et Yvonne Printemps est le sujet de la comédie The Guitrys, écrite par Eric-Emmanuel Schmitt et créée en 2012 au théâtre Rive gauche par Claire Keim dans le rôle d’Yvonne Printemps, et Martin Lamotte dans celui de Sacha Guitry, dans une mise en scène de Steve Suissa.

## Filmographie
- 1918 : Un roman d'amour et d'aventures de René Hervil et Louis Mercanton
- 1926 : Camille court métrage de Ralph Barton : Angèle Hemingway
- 1934 : La Dame aux camélias de Fernand Rivers et Abel Gance : Marguerite Gautier
- 1938 : Trois Valses de Ludwig Berger : Fanny, Yvette et Irène Grandpré
- 1938 : Adrienne Lecouvreur de Marcel L'Herbier : Adrienne Lecouvreur
- 1941 : Le Duel de Pierre Fresnay : Thérèse Jaillon
- 1943 : Je suis avec toi d'Henri Decoin : Elisabeth Laferrière et Irène Grégoire
- 1948 : Les Condamnés de Georges Lacombe : Hélène Séverac
- 1949 : La Valse de Paris de Marcel Achard : Hortense Schneider
- 1951 : Le Voyage en Amérique d'Henri Lavorel : Clotilde Fournier

## Théâtre
- 1908 : Nue Cocotte revue de Paul-Louis Flers et Eugène Héros
- 1909 : Revue de l'Alcazar de Paul-Louis Flers et Eugène Héros
- 1909 : Revue des Folies Bergère de Paul-Louis Flers et Eugène Héros
- 1910 : Revue des Folies Bergère de Paul-Louis Flers et Eugène Héros
- 1910 : Halley ! Halley ! Aux Ambass'  de Paul-Louis Flers et Eugène Héros
- 1911 : Revue des Folies Bergère de Paul-Louis Flers et Eugène Héros
- 1911 : Ah ! les beaux nichons de Paul-Louis Flers
- 1912 : Enfin une revue d'Henry Moreau et Paul Ardot
- 1912 : Si j'étais roi opérette de Paul-Louis Flers
- 1912 : Revue de l'Olympia d'Hugues Delorme
- 1913 : Et patati et patata d'Hugues Delorme et Georges Nanteuil, théâtre des Capucines
- 1913 : Les Contes de Perrault d'Arthur Bernède et Paul de Choudens, théâtre de la Gaîté-Lyrique
- 1914 : La Revue des X, théâtre de l'Olympia
- 1915 : La Revue 1915 de Rip et Louis Verneuil, théâtre du Palais-Royal
- 1915 : La Nouvelle Revue 1915, théâtre Antoine
- 1915 : Il faut l'avoir !, revue de Sacha Guitry et Albert Willemetz, théâtre du Palais-Royal
- 1916 : Le Poilu de Maurice Hennequin et Pierre Veber, théâtre du Palais-Royal
- 1916 : Tout avance revue d'Albert Willemetz, théâtre du Gymnase
- 1916 : La Petite Dactylo de Maurice Hennequin et Georges Mitchell, théâtre du Gymnase
- 1916 : Jean de La Fontaine de Sacha Guitry, théâtre des Bouffes-Parisiens
- 1916 : L'Illusionniste de Sacha Guitry, théâtre des Bouffes-Parisiens
- 1918 : Deburau de Sacha Guitry, théâtre du Vaudeville
- 1918 : Nono de Sacha Guitry, Théâtre du Vaudeville, théâtre des Célestins
- 1918 : La Revue de Paris de Sacha Guitry, théâtre du Vaudeville
- 1919 : Le Mari, la Femme et l'Amant de Sacha Guitry, théâtre du Vaudeville
- 1919 : Mon père avait raison de Sacha Guitry, théâtre de la Porte-Saint-Martin
- 1920 : Béranger de Sacha Guitry, théâtre de la Porte-Saint-Martin
- 1920 : Je t'aime de Sacha Guitry, théâtre Édouard-VII
- 1920 : Comment on écrit l'histoire de Sacha Guitry, théâtre Sarah-Bernhardt
- 1921 : La Prise de Berg-Op-Zoom de Sacha Guitry, théâtre Sarah-Bernhardt
- 1921 : Le Grand Duc de Sacha Guitry, théâtre Édouard-VII
- 1921 : Faisons un rêve de Sacha Guitry, théâtre Édouard-VII
- 1921 : Jacqueline de Sacha Guitry adapté d'Henri Duvernois, théâtre Édouard-VII
- 1922 : Une petite main qui se place de Sacha Guitry, théâtre Édouard-VII
- 1922 : Jean de La Fontaine de Sacha Guitry, théâtre de l'Opéra de Paris
- 1923 : L'Amour masqué de Sacha Guitry et André Messager, théâtre Édouard-VII
- 1923 : L'Accroche-cœur de Sacha Guitry, théâtre de l'Étoile
- 1924 : La Revue de Printemps de Sacha Guitry et Albert Willemetz, théâtre de l'Étoile
- 1924 : Une étoile nouvelle de Sacha Guitry, théâtre Édouard-VII
- 1925 : On ne joue pas pour s'amuser de Sacha Guitry, théâtre Édouard-VII
- 1925 : Mozart de Sacha Guitry, musique Reynaldo Hahn, théâtre Édouard-VII
- 1926 : Était-ce un rêve ? de Sacha Guitry, théâtre Sarah-Bernhardt
- 1927 : Désiré de Sacha Guitry, théâtre Édouard-VII
- 1928 : Mariette ou Comment on écrit l'histoire de Sacha Guitry, théâtre Édouard-VII
- 1929 : Histoires de France de Sacha Guitry, théâtre Pigalle
- 1930 : ... Et vive le théâtre de Sacha Guitry et Albert Willemetz, théâtre de la Madeleine
- 1930 : Un soir quand on est seul de Sacha Guitry, théâtre de la Madeleine
- 1930 : Le Veilleur de nuit de Sacha Guitry, théâtre de la Madeleine
- 1930 : La Jalousie de Sacha Guitry, théâtre de la Madeleine
- 1931 : Nono de Sacha Guitry, théâtre de la Madeleine
- 1931 : Frans Hals ou L'Admiration et Sa dernière volonté ou L'Optique du théâtre de Sacha Guitry, théâtre de la Madeleine
- 1931 : La Revue coloniale de Sacha Guitry et Albert Willemetz, théâtre de la Madeleine
- 1931 : La S.A.D.M.P. de Sacha Guitry, musique Louis Beydts, théâtre de la Madeleine
- 1931 : Chagrin d'amour de Sacha Guitry, théâtre de la Madeleine
- 1931 : Monsieur Prudhomme a-t-il vécu ? de Sacha Guitry, théâtre de la Madeleine
- 1932 : Françoise de Sacha Guitry, théâtre de la Madeleine
- 1932 : Le Voyage de Tchong-Li de Sacha Guitry, théâtre de la Madeleine
- 1932 : Mozart de Sacha Guitry, musique Reynaldo Hahn, théâtre de la Madeleine
- 1933 : Le Bonheur d'Henry Bernstein, mise en scène de l'auteur, théâtre du Gymnase
- 1934 : Conversation Piece de Noel Coward, Londres, New York
- 1935 : Margot d'Édouard Bourdet, mise en scène Pierre Fresnay, musique Georges Auric et Francis Poulenc, théâtre Marigny
- 1936 : O Mistress Mine de Ben Travers, Londres
- 1937 : Trois Valses de Léopold Marchand et Albert Willemetz, mise en scène Pierre Fresnay, théâtre des Bouffes-Parisiens
- 1939 : Trois Valses de Léopold Marchand et Albert Willemetz, mise en scène Pierre Fresnay, théâtre de la Michodière
- 1940 : Léocadia de Jean Anouilh, théâtre de la Michodière
- 1941 : Comédie en trois actes d'Henri-Georges Clouzot, théâtre de la Michodière
- 1942 : Comédie en trois actes d'Henri-Georges Clouzot, théâtre de l'Athénée
- 1942 : Père d'Édouard Bourdet, théâtre de la Michodière
- 1944 : Père d'Édouard Bourdet, théâtre de la Michodière
- 1945 : Vient de paraître d'Édouard Bourdet, théâtre de la Michodière
- 1946 : Auprès de ma blonde de Marcel Achard, mise en scène Pierre Fresnay, théâtre de la Michodière
- 1948 : Auprès de ma blonde de Marcel Achard, mise en scène Pierre Fresnay, théâtre des Célestins
- 1948 : Du côté de chez Proust de Curzio Malaparte, mise en scène Pierre Fresnay, théâtre de la Michodière
- 1951 : Le Moulin de la galette de Marcel Achard, mise en scène Pierre Fresnay, théâtre de la Michodière
- 1952 : Hyménée d'Édouard Bourdet, théâtre de la Michodière
- 1954 : Voici le jour de Jean Lasserre, avec Pierre Fresnay, théâtre de la Michodière
- 1956 : Le Voyage à Turin d'André Lang, théâtre de la Michodière
- 1958 : Père d'Édouard Bourdet, mise en scène Pierre Fresnay, théâtre de la Michodière

## Discographie non exhaustive
- Plaisir d'amour - 1938[21]
- Mon rêve s'achève - 1943, du film Je suis avec toi[22]
- Dites lui qu'on l'a remarqué[23]
- Je t'aime - 1938
- Je ne suis pas ce que l'on dit
- J'ai deux amants
- A sa guitare
- Au Clair de la Lune
- Oui, je t'aime Ô Paris
- Le Pot-Pourri d'Alain Gerbault
- Printemps
- C'est la saison d'amour, du film Les Trois Valses
- Je t'aime quand même, du film Les Trois Valses
- La grande duchesse de Gerolstein
- Vertige d'un soir
- Les chemins de l'amour
- Air des cartes de visite
- Mozart : Air de la lettre
- Mariette : Acte 2 : 1re partie
- Mariette : Acte 2 : 2e partie
- Mariette : acte 3 : Depuis trois ans passés
- Air et scène - 1923

## Citations
1. Yvonne Printemps : « Les femmes préfèrent être belles, plutôt qu'intelligentes parce que, chez les hommes, il y a plus d'idiots que d'aveugles ».
2. Yvonne Printemps : « On vous pardonne d'avoir réussi, mais pas d'avoir l'air heureux » et " Bien faire et laisser dire"
3. Portrait d'Yvonne Printemps par Colette, dans La Jumelle noire (1938) : « Son sourire, aussi lumineux que la lune par froid clair et comme elle en forme de croissant, sourire célèbre aux coins relevés, gaieté que parfois dément la confidence mélancolique de deux yeux pers — le sourire de la meilleure actrice d'opérette de ce temps. »